# XLIX Legislatura del Congreso de la Unión de México
La XLIX Legislatura del Congreso de la Unión estuvo conformada por los senadores y los diputados miembros de sus respectivas cámaras. Inició sus funciones el día 1 de septiembre de 1973 y concluyó el 31 de agosto de 1976.
Los senadores fueron elegidos para su cargo en las Elecciones de 1970, por un periodo de seis años, debido al cual ejercieron su cargo también en la anterior legislatura, y los diputados fueron elegidos en las Elecciones de 1973 para un periodo de tres años correspondiente únicamente a esta legislatura.
Caso especial lo conformaron los Senadores por los nuevos estados de Baja California Sur y Quintana Roo, que al celebrarse las elecciones de 1973 tenían condición de Territorios Federales y por tanto no tenían derecho a elegir senadores, elevados a Estados de la Federación el 8 de octubre de 1974, se verificaron elecciones extraordinarias para Senadores que los representaron de 1975 a 1976.
La conformación de la XLIX Legislatura fue como sigue:

## Senado de la República
Los miembros del Senado de la República fueron elegidos dos por cada estado y el Distrito Federal, dando un total original de 60 senadores. En 1975 se les sumaron cuatro nuevos senadores, dos por cada uno de los nuevos estados de Baja California Sur y Quintana Roo.

### Número de Senadores por partido político
| Partido | Partido                              | Senadores                      |
| ------- | ------------------------------------ | ------------------------------ |
|         | Partido Revolucionario Institucional | 60 (1973) +4 (1975) = 64 Total |

Los 64 Senadores que conforman la LIV Legislatura son los siguientes:

### Senadores por entidad federativa
| Estado              | Senador                                                      | Partido | Estado          | Senador                                                              | Partido |
| ------------------- | ------------------------------------------------------------ | ------- | --------------- | -------------------------------------------------------------------- | ------- |
| Aguascalientes      | Enrique Olivares Santana                                     |         | Morelos         | Elpidio Perdomo García                                               |         |
| Aguascalientes      | Miguel Ángel Barberena Vega Suple a Augusto Gómez Villanueva |         | Morelos         | Francisco Aguilar Hernández                                          |         |
| Baja California     | Gustavo Aubanel Vallejo                                      |         | Nayarit         | Santos Ramos Contreras Suple a Rogelio Flores Curiel                 |         |
| Baja California     | Ramón Álvarez Cisneros                                       |         | Nayarit         | Emilio M. González                                                   |         |
| Baja California Sur | Jesús Castro Agúndez                                         |         | Nuevo León      | Luis M. Farías                                                       |         |
| Baja California Sur | Raúl Carrillo Silva                                          |         | Nuevo León      | Bonifacio Salinas Leal                                               |         |
| Campeche            | Ramón Alcalá Ferrera                                         |         | Oaxaca          | Celestino Pérez Pérez                                                |         |
| Campeche            | Carlos Pérez Cámara                                          |         | Oaxaca          | Gilberto Suárez Torres                                               |         |
| Chiapas             | Edgar Robledo Santiago                                       |         | Puebla          | Enrique Martínez Márquez Suple a Alfredo Toxqui Fernández de Lara    |         |
| Chiapas             | Juan Sabines Gutiérrez                                       |         | Puebla          | Guadalupe López Bretón Suple a Guillermo Morales Blumenkron          |         |
| Chihuahua           | Arnaldo Gutiérrez Hernández                                  |         | Querétaro       | Arturo Guerrero Ortiz                                                |         |
| Chihuahua           | José I. Aguilar Irungaray                                    |         | Querétaro       | Salvador Jiménez del Prado                                           |         |
| Coahuila            | Braulio Fernández Aguirre                                    |         | Quintana Roo    | José Ascencio Navarrete                                              |         |
| Coahuila            | Pedro González Rivera Suple a Oscar Flores Tapia             |         | Quintana Roo    | Felipe Amaro Santana                                                 |         |
| Colima              | Aurora Ruvalcaba Gutiérrez                                   |         | San Luis Potosí | Carlos Manuel Castillo Varela Suple a Guillermo Fonseca Álvarez      |         |
| Colima              | Roberto Pizano Saucedo                                       |         | San Luis Potosí | Florencio Salazar Martínez                                           |         |
| Distrito Federal    | Alfonso Sánchez Madariaga                                    |         | Sinaloa         | Gabriel Leyva Velázquez                                              |         |
| Distrito Federal    | Martín Luis Guzmán                                           |         | Sinaloa         | Mateo Camacho Ontiveros Suple a Alfonso Calderón Velarde             |         |
| Durango             | Salvador Gámiz Fernández                                     |         | Sonora          | Benjamín Villaescusa Robles Suple a Alejandro Carrillo Marcor        |         |
| Durango             | Agustín Ruiz Soto                                            |         | Sonora          | Ramón Ángel Amante Echeverría Suple a Benito Bernal Miranda          |         |
| Guanajuato          | José Rivera Pérez Campos                                     |         | Tabasco         | Enrique González Pedrero                                             |         |
| Guanajuato          | José Castillo Hernández                                      |         | Tabasco         | Pascual Bellizzia Castañeda                                          |         |
| Guerrero            | Vicente Fuentes Díaz                                         |         | Tamaulipas      | José Bruno del Río Cruz Suple a Enrique Cárdenas González            |         |
| Guerrero            | Vacante Por licencia de Rubén Figueroa Figueroa              |         | Tamaulipas      | José Romero Flores                                                   |         |
| Hidalgo             | Raúl Lozano Ramírez                                          |         | Tlaxcala        | Nicanor Serrano del Castillo                                         |         |
| Hidalgo             | Germán Corona del Rosal                                      |         | Tlaxcala        | Vicente Juárez Carro                                                 |         |
| Jalisco             | Ignacio Maciel Salcedo Suple a Renaldo Guzmán Orozco         |         | Veracruz        | Samuel Terrazas Zozaya                                               |         |
| Jalisco             | Javier García Paniagua                                       |         | Veracruz        | Vacante Por la no aprobación de la elección de Rafael Arriola Molina |         |
| México              | Francisco Pérez Ríos                                         |         | Yucatán         | Víctor Manzanilla Schaffer                                           |         |
| México              | Félix Vallejo Martínez                                       |         | Yucatán         | Francisco Luna Kan                                                   |         |
| Michoacán           | Jesús García Santacruz                                       |         | Zacatecas       | Aurora Navia Millán                                                  |         |
| Michoacán           | Norberto Mora Plancarte                                      |         | Zacatecas       | Calixto Medina Medina                                                |         |

## Cámara de Diputados

### Número de Diputados por partido político
| Partido | Partido                                     | Diputados Mayoría relativa | Diputados de Partido | Total |
| ------- | ------------------------------------------- | -------------------------- | -------------------- | ----- |
|         | Partido Revolucionario Institucional        | 190                        | 0                    | 190   |
|         | Partido Acción Nacional                     | 4                          | 21                   | 25    |
|         | Partido Popular Socialista                  | 0                          | 10                   | 10    |
|         | Partido Auténtico de la Revolución Mexicana | 1                          | 6                    | 7     |

### Diputados por distrito uninominal (mayoría relativa)
| Estado              | Distrito | Diputado                           | Partido | Estado          | Distrito | Diputado                                                     | Partido |
| ------------------- | -------- | ---------------------------------- | ------- | --------------- | -------- | ------------------------------------------------------------ | ------- |
| Aguascalientes      | 1        | José de Jesús Medellín Muñoz       |         | México          | 8        | Humberto Lira Mora                                           |         |
| Aguascalientes      | 2        | Higinio Chávez Marmolejo           |         | México          | 9        | Cuauhtémoc Sánchez B.                                        |         |
| Baja California     | 1        | Federico Martínez Manatou          |         | México          | 10       | Sixto Noguez Estrada                                         |         |
| Baja California     | 2        | Rafael García Vázquez              |         | México          | 11       | María del Carmen Becerril de Brun                            |         |
| Baja California     | 3        | Celestino Salcedo Monteón          |         | México          | 12       | Abraham Talavera López                                       |         |
| Baja California Sur | 1        | Antonio Carrillo Huacuja           |         | México          | 13       | Mario Ruiz de Chávez García                                  |         |
| Baja California Sur | 2        | Andrés Cota Sandoval               |         | México          | 14       | Pedro García González                                        |         |
| Campeche            | 1        | Rosa María Martínez Denegri        |         | México          | 15       | María Martínez Rivera                                        |         |
| Campeche            | 2        | Luis Fernando Solís Padrón         |         | Michoacán       | 1        | Gustavo Garibay Ochoa                                        |         |
| Chiapas             | 1        | Carlos Moguel Sarmiento            |         | Michoacán       | 2        | Jorge Canedo Vargas                                          |         |
| Chiapas             | 2        | Rafael Moreno Ballinas             |         | Michoacán       | 3        | Antonio Martínez Báez                                        |         |
| Chiapas             | 3        | Fedro Guillén Castañón             |         | Michoacán       | 4        | José Álvarez Cisneros                                        |         |
| Chiapas             | 4        | Nereo González Camacho             |         | Michoacán       | 5        | José Luis Escobar Herrera                                    |         |
| Chiapas             | 5        | Jaime Coutiño Esquinca             |         | Michoacán       | 6        |                                                              |         |
| Chiapas             | 6        | María Guadalupe Cruz Aranda        |         | Michoacán       | 7        | María Villaseñor Díaz                                        |         |
| Chihuahua           | 1        | Julio Cortázar Terrazas            |         | Michoacán       | 8        | Francisco Valdés Zaragoza                                    |         |
| Chihuahua           | 2        | Luis Parra Orozco                  |         | Michoacán       | 9        | Rafael Ruiz Béjar                                            |         |
| Chihuahua           | 3        | Francisco Rodríguez Pérez          |         | Morelos         | 1        | José Castillo Pombo                                          |         |
| Chihuahua           | 4        | Luis Fuentes Molinar               |         | Morelos         | 2        | Roque González Urquiza                                       |         |
| Chihuahua           | 5        | Ángel González Estrada             |         | Nayarit         | 1        | Joaquín Cánovas Puchades                                     |         |
| Chihuahua           | 6        | Ernesto Villalobos Payán           |         | Nayarit         | 2        | Anselmo Ibarra Beas                                          |         |
| Coahuila            | 1        | Jesús Roberto Dávila Narro         |         | Nuevo León      | 1        | Margarita García Flores                                      |         |
| Coahuila            | 2        | Francisco Rodríguez Ortiz          |         | Nuevo León      | 2        | Raúl Gómez Danes                                             |         |
| Coahuila            | 3        | Arnoldo Villarreal Zertuche        |         | Nuevo León      | 3        | Gerardo Cavazos Cortés                                       |         |
| Coahuila            | 4        | J. Jesús López González            |         | Nuevo León      | 4        | Rosendo González Quintanilla Suple a Leopoldo González Sáenz |         |
| Colima              | 1        | Daniel A. Moreno Díaz              |         | Nuevo León      | 5        | Ramiro Rodríguez Cabello                                     |         |
| Colima              | 2        | Jorge Armando Gaytán Gudiño        |         | Nuevo León      | 6        | Francisco Javier Gutiérrez Villarreal                        |         |
| Distrito Federal    | 1        | Guillermo Gabino Vázquez Alfaro    |         | Nuevo León      | 7        | Julio Camelo Martínez                                        |         |
| Distrito Federal    | 2        | Ángel Olivo Solís                  |         | Oaxaca          | 1        | Cecilio de la Cruz Pineda                                    |         |
| Distrito Federal    | 3        | Ofelia Casillas Ontiveros          |         | Oaxaca          | 2        | Jorge Reyna Toledo                                           |         |
| Distrito Federal    | 4        | Humberto Pliego Arenas             |         | Oaxaca          | 3        | Hugo Manuel Félix García                                     |         |
| Distrito Federal    | 5        | Hilario Punzo Morales              |         | Oaxaca          | 4        | Antonio Jiménez Puya                                         |         |
| Distrito Federal    | 6        | Concepción Rivera Centeno          |         | Oaxaca          | 5        | Diódoro Carrasco Palacios                                    |         |
| Distrito Federal    | 7        | Jorge Durán Chávez                 |         | Oaxaca          | 6        | Jaime Esteva Silva                                           |         |
| Distrito Federal    | 8        | Carlos Dufoo López                 |         | Oaxaca          | 7        | José Murat                                                   |         |
| Distrito Federal    | 9        | Daniel Mejía Colín                 |         | Oaxaca          | 8        | José Patrocinio Rivera Arreola                               |         |
| Distrito Federal    | 10       | Simón García Rodríguez             |         | Oaxaca          | 9        | Efrén Ricardez Carreón                                       |         |
| Distrito Federal    | 11       | Juan José Hinojosa Hinojosa        |         | Puebla          | 1        | Miguel Fernández del Campo Machorro                          |         |
| Distrito Federal    | 12       | Alberto Juárez Blancas             |         | Puebla          | 2        | Alejandro Cañedo Benítez                                     |         |
| Distrito Federal    | 13       | Javier Blanco Sánchez              |         | Puebla          | 3        | Matilde del Mar Hidalgo y García Barna                       |         |
| Distrito Federal    | 14       | Onofre Hernández Rivera            |         | Puebla          | 4        | Lino García Gutiérrez                                        |         |
| Distrito Federal    | 15       | Luis González Escobar              |         | Puebla          | 5        | José Octavio Ferrer Guzmán                                   |         |
| Distrito Federal    | 16       | Luis del Toro Calero               |         | Puebla          | 6        | Elección nula                                                |         |
| Distrito Federal    | 17       | Humberto Mateos Gómez              |         | Puebla          | 7        | Nefthalí López Páez                                          |         |
| Distrito Federal    | 18       | Joaquín del Olmo Martínez          |         | Puebla          | 8        | Enrique Zamora Palafox                                       |         |
| Distrito Federal    | 19       | Alejandro Ruiz Zavala              |         | Puebla          | 9        | Horacio Labastida Muñoz                                      |         |
| Distrito Federal    | 20       | Ricardo Castañada Gutiérrez        |         | Puebla          | 10       | Guillermo Jiménez Morales                                    |         |
| Distrito Federal    | 21       | Mariano Araiza Zayas               |         | Querétaro       | 1        | José Ortiz Arana                                             |         |
| Distrito Federal    | 22       | Arturo González Cosío              |         | Querétaro       | 2        | Telésforo Trejo Uribe                                        |         |
| Distrito Federal    | 23       | Carlos Armando Madrazo Pintado     |         | Quintana Roo    | 1        | Jesús Martínez Ross                                          |         |
| Distrito Federal    | 24       | Rodolfo Echeverría Ruiz            |         | Quintana Roo    | 2        | Héctor Esquiliano Solís                                      |         |
| Distrito Federal    | 25       | Luis Adolfo Santibáñez Belmont     |         | San Luis Potosí | 1        | Ernesto Báez Lozano                                          |         |
| Distrito Federal    | 26       | Carlos Sansores Pérez              |         | San Luis Potosí | 2        | Adalberto Lara Núñez                                         |         |
| Distrito Federal    | 27       | Ernesto Aguilar Cordero            |         | San Luis Potosí | 3        | Ángel Rubio Huerta                                           |         |
| Durango             | 1        | Aurelia de la Cruz Espinosa Ortega |         | San Luis Potosí | 4        | Vicente Ruiz Chiapeto                                        |         |
| Durango             | 2        | Jesús José Gamero Gamero           |         | San Luis Potosí | 5        | Rafael Tristán López                                         |         |
| Durango             | 3        | Víctor Rocha Marín                 |         | Sinaloa         | 1        | Silvestre Pérez Lorenz                                       |         |
| Durango             | 4        | José Mario Rivas Escalante         |         | Sinaloa         | 2        | María Edwigis Vega Padilla                                   |         |
| Guanajuato          | 1        | Luis Dantón Rodríguez              |         | Sinaloa         | 3        | Fernando Uriarte Hernández                                   |         |
| Guanajuato          | 2        | Carlos Machiavelo Martin           |         | Sinaloa         | 4        | Salvador Robles Quintero                                     |         |
| Guanajuato          | 3        | Antonio Torres Ruiz                |         | Sinaloa         | 5        | Ignacio Carrillo Carrillo                                    |         |
| Guanajuato          | 4        | Tomás Sánchez Hernández            |         | Sonora          | 1        | Ramiro Oquita y Meléndrez                                    |         |
| Guanajuato          | 5        | José Luis Estrada Delgadillo       |         | Sonora          | 2        | Alejandro Sobarzo Loaiza                                     |         |
| Guanajuato          | 6        | Gilberto Muñoz Mosqueda            |         | Sonora          | 3        | Jesús Enríquez Burgos                                        |         |
| Guanajuato          | 7        | Francisco González Martínez        |         | Sonora          | 4        | Gilberto Gutiérrez Quiróz                                    |         |
| Guanajuato          | 8        | Ignacio Vázquez Torres             |         | Tabasco         | 1        | Feliciano Calzada Padrón                                     |         |
| Guanajuato          | 9        | José Mendoza Lugo                  |         | Tabasco         | 2        | Humberto Hernández Haddad                                    |         |
| Guerrero            | 1        | Luis León Aponte                   |         | Tabasco         | 3        | Julián Montejo Velázquez                                     |         |
| Guerrero            | 2        | Píndaro Urióstegui Miranda         |         | Tamaulipas      | 1        | Carlos Cantú Rosas                                           |         |
| Guerrero            | 3        | Alejandro Cervantes Delgado        |         | Tamaulipas      | 2        | Filiberto Bernal Mares                                       |         |
| Guerrero            | 4        | Graciano Astudillo Alarcón         |         | Tamaulipas      | 3        | Juan Báez Guerra                                             |         |
| Guerrero            | 5        | Ismael Andraca Navarrete           |         | Tamaulipas      | 4        | Jesús Elías Piña                                             |         |
| Guerrero            | 6        | Nabor Ojeda Delgado                |         | Tamaulipas      | 5        | Gabriel Fermín Rafael Legorreta Villarreal                   |         |
| Hidalgo             | 1        | Rafael Cravioto Muñoz              |         | Tamaulipas      | 6        | Antonio Torres Zárate                                        |         |
| Hidalgo             | 2        | Óscar Bravo Santos                 |         | Tlaxcala        | 1        | Esteban Minor Quiroz                                         |         |
| Hidalgo             | 3        | María Estela Rojas de Soto         |         | Tlaxcala        | 2        | Aurelio Zamora García                                        |         |
| Hidalgo             | 4        | Javier Hernández Lara              |         | Veracruz        | 1        | Silverio Ricardo Alvarado Alvarado                           |         |
| Hidalgo             | 5        | Ismael Villegas Rosas              |         | Veracruz        | 2        | Demetrio Ruiz Malerva                                        |         |
| Jalisco             | 1        | Reyes Rodolfo Flores Zaragoza      |         | Veracruz        | 3        | Ignacio Mendoza Aguirre                                      |         |
| Jalisco             | 2        | Gilberto Acosta B.                 |         | Veracruz        | 4        | Patricio Chirinos Calero                                     |         |
| Jalisco             | 3        | Guillermo A. Gómez R.              |         | Veracruz        | 5        | Juan Pablo Prom Lavoignet Suple a Rafael Hernández Ochoa     |         |
| Jalisco             | 4        | Marcos Montero Ruiz                |         | Veracruz        | 6        | José Luis Melgarejo Vivanco                                  |         |
| Jalisco             | 5        | Amelia Villaseñor V.               |         | Veracruz        | 7        | Delia de la Paz Rebolledo de Díaz                            |         |
| Jalisco             | 6        | Héctor Castellanos T.              |         | Veracruz        | 8        | Lilia Berthely Jiménez                                       |         |
| Jalisco             | 7        | Gilberto Aceves Alcocer            |         | Veracruz        | 9        | Rogelio García González                                      |         |
| Jalisco             | 8        | Rafael Gómez García                |         | Veracruz        | 10       | Modesto A. Guinart López                                     |         |
| Jalisco             | 9        | Flavio Romero de Velasco           |         | Veracruz        | 11       | Mario Vargas Saldaña                                         |         |
| Jalisco             | 10       | Ramón Díaz Carrillo                |         | Veracruz        | 12       | Fidel Herrera Beltrán                                        |         |
| Jalisco             | 11       | José Luis Lamadrid Sauza           |         | Veracruz        | 13       | Serafín Domínguez Ferman                                     |         |
| Jalisco             | 12       | Francisco Márquez Hernández        |         | Veracruz        | 14       | David Ramírez Cruz                                           |         |
| Jalisco             | 13       | Carlos Rivera Aceves               |         | Veracruz        | 15       | Manuel Ramos Gurrión                                         |         |
| México              | 1        | Sergio Benhumera Munguía           |         | Yucatán         | 1        | Víctor Cervera Pacheco                                       |         |
| México              | 2        | Jesús García Lovera                |         | Yucatán         | 2        | Hernán Morales Medina                                        |         |
| México              | 3        | Jorge Hernández García             |         | Yucatán         | 3        | Efraín Ceballos Gutiérrez                                    |         |
| México              | 4        | Alfonso Gómez de Orozco            |         | Zacatecas       | 1        | Luis Arturo Contreras S.                                     |         |
| México              | 5        | Javier Barrios González            |         | Zacatecas       | 2        | Arturo Romo Gutiérrez                                        |         |
| México              | 6        | Jesús Moreno Jiménez               |         | Zacatecas       | 3        | Filiberto Soto Solís                                         |         |
| México              | 7        | Leonardo Rodríguez Alcaine         |         | Zacatecas       | 4        | Alfredo Rodríguez Ruiz                                       |         |

### Diputados de Partido
| Diputado                    | Partido | Diputado                      | Partido | Diputado                             | Partido |
| --------------------------- | ------- | ----------------------------- | ------- | ------------------------------------ | ------- |
| José de Jesús Martínez Gil  |         | Alfredo Oropeza García        |         | Crisóforo Chinas Mendoza             |         |
| Jorge Baeza Somellera       |         | Federico Ruiz López           |         | Pánfilo Orozco Álvarez               |         |
| José de Jesús Sánchez Ochoa |         | Margarita Prida de Yarza      |         | Belisario Aguilar Olvera             |         |
| Lorenzo Reinoso Ramírez     |         | Carlos Gómez Álvarez          |         | Lázaro Rubio Félix                   |         |
| Eugenio Ortiz Walls         |         | Abel Vicencio Tovar           |         | Ezequiel Rodríguez Arcos             |         |
| Manuel González Hinojosa    |         | Alejandro Coronel Oropeza     |         | Jesús Guzmán Rubio                   |         |
| Armando Calzada Ramos       |         | Álvaro Fernández de Cevallos  |         | Alicia Mata Galarza                  |         |
| Graciela Aceves Pérez       |         | Héctor González García        |         | Héctor Guillermo Valencia Mallorquín |         |
| Fernando Estrada Sámano     |         | Salvador Castañeda O'Connor   |         | Rubén Rodríguez Lozano               |         |
| Alberto Loyola Pérez        |         | Pedro Bonilla Díaz de la Vega |         | Alejandro Mújica Montoya             |         |
| José Ángel Conchello        |         | Mario Vázquez Martínez        |         | Juan C. Peña                         |         |
| Gerardo Medina Valdez       |         | Miguel Hernández González     |         |                                      |         |
| Eduardo Limón León          |         | Javier Heredia Talavera       |         |                                      |         |